# サンデーラジオ大学
サンデーラジオ大学（サンデーラジオだいがく）とは毎週日曜日18:00 - 18:45（JST）に放送している宮崎放送のラジオトーク番組。日曜日17時に放送されていた頃のBGMはwind song (t-square)が使用されていた。

## 概要
パーソナリティの薗田潤子が宮崎のエキスパートや時の人のインタビューで番組を構成している。
なお2002年、2015年にはこの番組の単行本を発行している。

## 放送時間
- 日曜 18:00 - 18:45

## 出演者
- 園田潤子（宮崎放送元アナウンサー）